# Њажлову (Дамбовица)
Њажлову (рум. Neajlovu) насеље је у Румунији у округу Дамбовица у општини Мортени. Oпштина се налази на надморској висини од 188 m.

## Становништво
Према подацима из 2002. године у насељу је живело 537 становника, од којих су сви румунске националности.